# Ulf Brunnbauer
Ulf Brunnbauer (ur. 22 września 1970 w Kirchdorf an der Krems) – austriacki historyk zajmujący się historią Bałkanów w XIX i XX wieku.

## Życiorys
W 1989 ukończył gimnazjum w Linzu. W latach 1989–1995 studiował historię, filologię rosyjską i socjologię na uniwersytecie w Grazu. W 1995 ukończył studia pracą magisterską pt. Die Liga der Zeit. Problem der wissenschaftlichen Arbeitsorganisation in der Sowjetunion, 1923-1925. W roku 1995 odbył kurs dla obcokrajowców na Uniwersytecie Sofijskim. W latach 1996–1998 odbywał kursy z zakresu antropologii historycznej na uniwersytetach w Wiedniu, w Klagenfurcie i Grazu. W 1999 obronił pracę doktorską pt. Das Gebirge und die Haushalte. Ökologie, Arbeitsorganisation und Haushalte unter Muslimen und Christen in den Mittleren Rhodopen, 1830-1930. W 2006 uzyskał habilitację na Freie Universität Berlin na podstawie rozprawy Die sozialistische Lebensweise”. Ideologie, Politik und Alltag in Bulgarien, 1944-89.
W 2008 roku został mianowany kierownikiem katedry Historii Europy Południowo-Wschodniej i Wschodniej na Uniwersytecie w Ratyzbonie. W tym samym roku został dyrektorem ówczesnego Südost-Institutu, poprzednika dzisiejszego Instytutu Leibniza Studiów Wschodnio- i Południowo-wschodnioeuropejskich. Od 2017 Brunnbauer jest dyrektorem Instytutu Leibniza.
Badania Brunnbauera koncentrują się na historii społecznej Europy Południowo-Wschodniej w XIX i XX wieku, w tym szczególnie na historii nacjonalizmu, problematyce mniejszościowej, historii rodziny i historiografii państw bałkańskich.

## Członkostwo w stowarzyszeniach i organizacjach
- Association for Slavic, East European and Eurasian Studies (ASEEES)
- Deutsche Gesellschaft für Osteuropakunde (DGO)
- Deutscher Hochschulverband
- International Association for Southeast European Anthropology (InASEA)
- Johann Gottfried Herder-Forschungsrat
- Südosteuropa-Gesellschaft (SOG)
- Verband der Osteuropahistoriker/innen

## Publikacje
- 2004: Gebirgsgesellschaften auf dem Balkan. Wirtschaft und Familienstrukturen im Rhodopengebirge (19./20. Jahrhundert). Wiedeń-Kolonia-Weimar: Böhlau.
- 2007: Die sozialistische Lebensweise.” Ideologie, Gesellschaft, Familie und Politik in Bulgarien, 1944–1989. Wieden.: Böhlau
- 2011: Bulgarische Übersetzung: „Socialističeski način na život”. Ideologija, obštestvo, semejstvo i politika v Bălgarija, 1944-1989. Ruse: Elias Canetti Gesellschaft.
- 2016: Globalizing Southeastern Europe. America, Emigrants and the State since the late 19th Century, Lanham, Md.: Lexington.